# Massachusetts Route 128

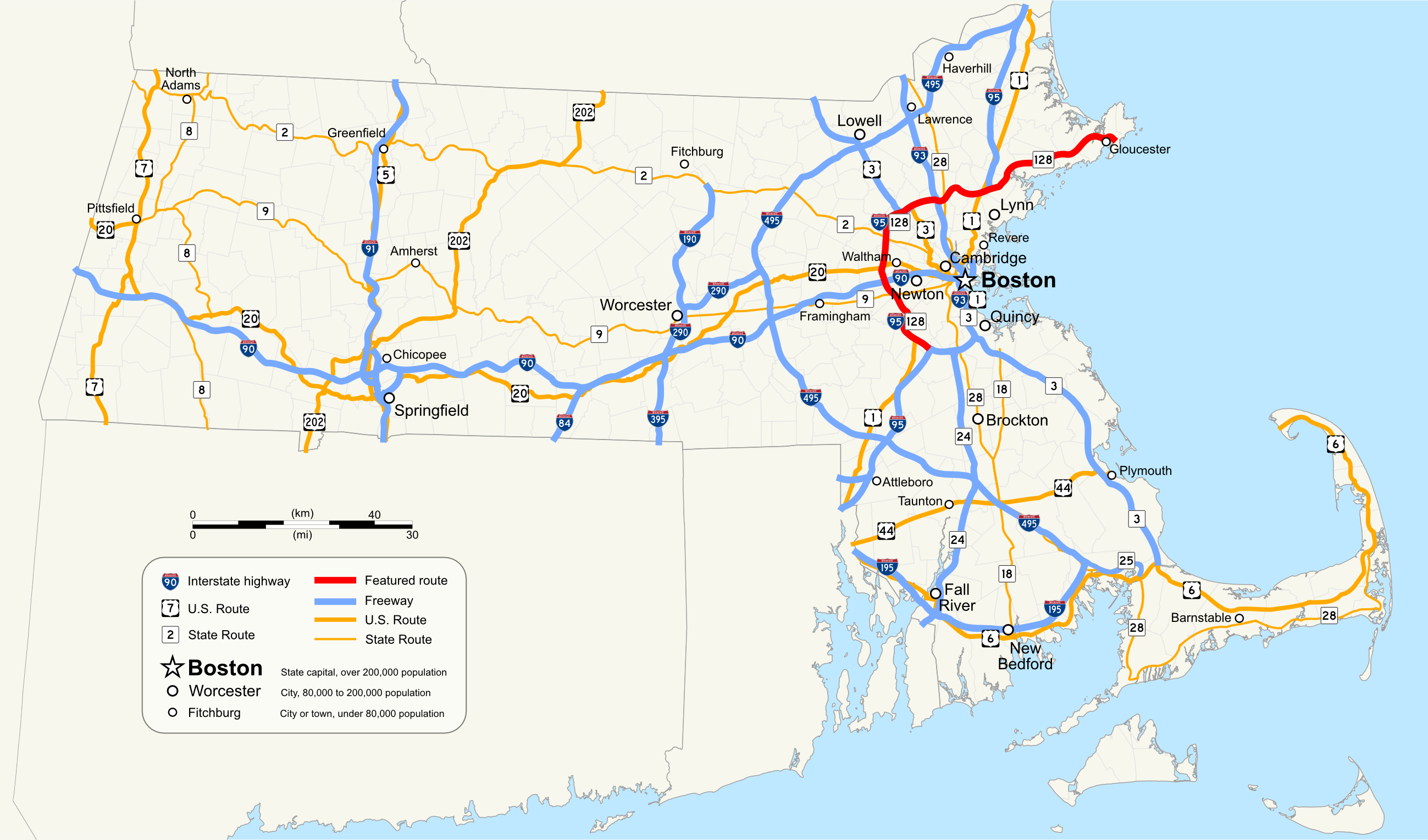
Kaart van Route 128 (rode route)

Route 128 is een state highway en de ringweg die in een halve cirkel met een straal van ongeveer 16 km ten westen en noorden rond de stad Boston in Massachusetts loopt. Een groot deel van Route 128 maakt deel uit van Interstate 95.
Het zuidelijke eindpunt ligt bij Canton, vanwaar de weg naar het noorden loopt en bij Gloucester eindigt.
In de jaren zestig tot tachtig van de vorige eeuw werd "Route 128" het symbool van de snelgroeiende hightechindustrie in Boston omdat die voornamelijk langs Route 128 gelegen was. Voorbeelden van bedrijven, die in de brede strook langs Route 128 lagen, zijn Digital Equipment Corporation, Data General, Analog Devices, Computervision, Polaroid, Sun Microsystems, EMC Corporation en Raytheon.
Inmiddels heeft de hightechindustrie zich ook uitgebreid tot het gebied langs Interstate 495, de volgende halve ringweg die verder buiten Boston ligt.